# Cron
소프트웨어 유틸리티 cron은 유닉스 계열 컴퓨터 운영 체제의 시간 기반 잡 스케줄러이다. 소프트웨어 환경을 설정하고 관리하는 사람들은 작업을 고정된 시간, 날짜, 간격에 주기적으로 실행할 수 있도록 스케줄링하기 위해 cron을 사용한다.

## 개요
cron은 셸 명령어들이 주어진 일정에 주기적으로 실행하도록 규정해놓은 crontab (cron table) 파일에 의해 구동된다. crontab 파일들은 잡 목록 및 cron 데몬에 대한 다른 명령들이 보관된 위치에 저장되어 있다. 사용자들은 자신들만의 개개의 crontab 파일들을 가질 수 있으며, 가끔은 /etc 또는 /etc의 하위 디렉터리에 시스템 관리자들만이 편집할 수 있는, 시스템 전반에 영향을 미치는 crontab 파일이 존재하는 경우도 있다.

### 예
다음은 cron 사용자의 기본 셸이 본 셸 호환이라는 가정 하에 매일 자정 이후 1분 째에 아파치 오류 로그를 삭제한다.
```
1
 
0
 
*
 
*
 
*
  
printf
 
>
 
/var/log/apache/error_log

```

아래의 예는 매일 20시 (오후 8시)에 export_dump.sh라는 셸 프로그램을 실행한다.
```
0
 
20
 
*
 
*
 
*
 
/home/oracle/scripts/export_dump.sh

```

### 구성 파일
사용자를 위한 구성 파일은 crontab -e를 호출하여 편집할 수 있다.
이 파일의 문법은 다음과 같다:
```
 # ┌───────────── min (0 - 59)
 # │ ┌────────────── hour (0 - 23)
 # │ │ ┌─────────────── day of month (1 - 31)
 # │ │ │ ┌──────────────── month (1 - 12)
 # │ │ │ │ ┌───────────────── day of week (0 - 6) (0 to 6 are Sunday to Saturday, or use names; 7 is Sunday, the same as 0)
 # │ │ │ │ │
 # │ │ │ │ │
 # * * * * *  command to execute

```

## 같이 보기
- at (유닉스)
- 스케줄링 (컴퓨팅)
- 유닉스 명령어 목록